# 杨海琰
杨海琰（1967年11月—2020年10月24日），女，苗族，籍贯贵州黄平，生于贵州威宁，无党派人士，中华人民共和国地方干部。
曾任威宁县司法局副局长、副县长，以及毕节市人大常委会副主任等职，第十届全国人大代表。